# Monument de Bismarck (Hambourg)
Pour les articles homonymes, voir Tour Bismarck (homonymie).
Le Monument de Bismarck est une statue colossale érigée à Hambourg, dans le quartier Sankt Pauli, en 1906. Cette œuvre d'art, à la gloire du prince Otto von Bismarck, chancelier de l'Empire, fut réalisée par le sculpteur d'Art nouveau Hugo Lederer et l'architecte Johann Schaudt Emil. Ce monument massif (34,3 mètres de haut et 650 tonnes de matériau) est caractéristique du culte voué à l'ancien chancelier du Reich après sa disparation en 1898. En partie dissimulé par des arbres, en partie dégradé et sa base couverte de graffitis, ce monument devrait être rénové au cours de la décennie 2020.

## Contexte
L'initiative de la construction de ce monument revient au patriciat de la ville libre de Hambourg, souhaitant, à partir de la fin du XIXe siècle, endiguer les demandes de réforme sociales et défendre ses privilèges politiques face aux changements en cours à l'époque. C'était aussi un moyen d'affirmer les aspirations culturelles de Hambourg jusque là considérée comme plutôt hostile aux arts. Loin d'atteindre ces objectifs, le mémorial devait susciter la désapprobation des classes laborieuses, et donc s'avérer incapable d'empêcher leur adhésion de plus en plus massive aux partis de gauche. Il n'a pas non plus stimulé le mécénat artistique à Hambourg ni changé la réputation de la ville en matière d'arts.

## Historique

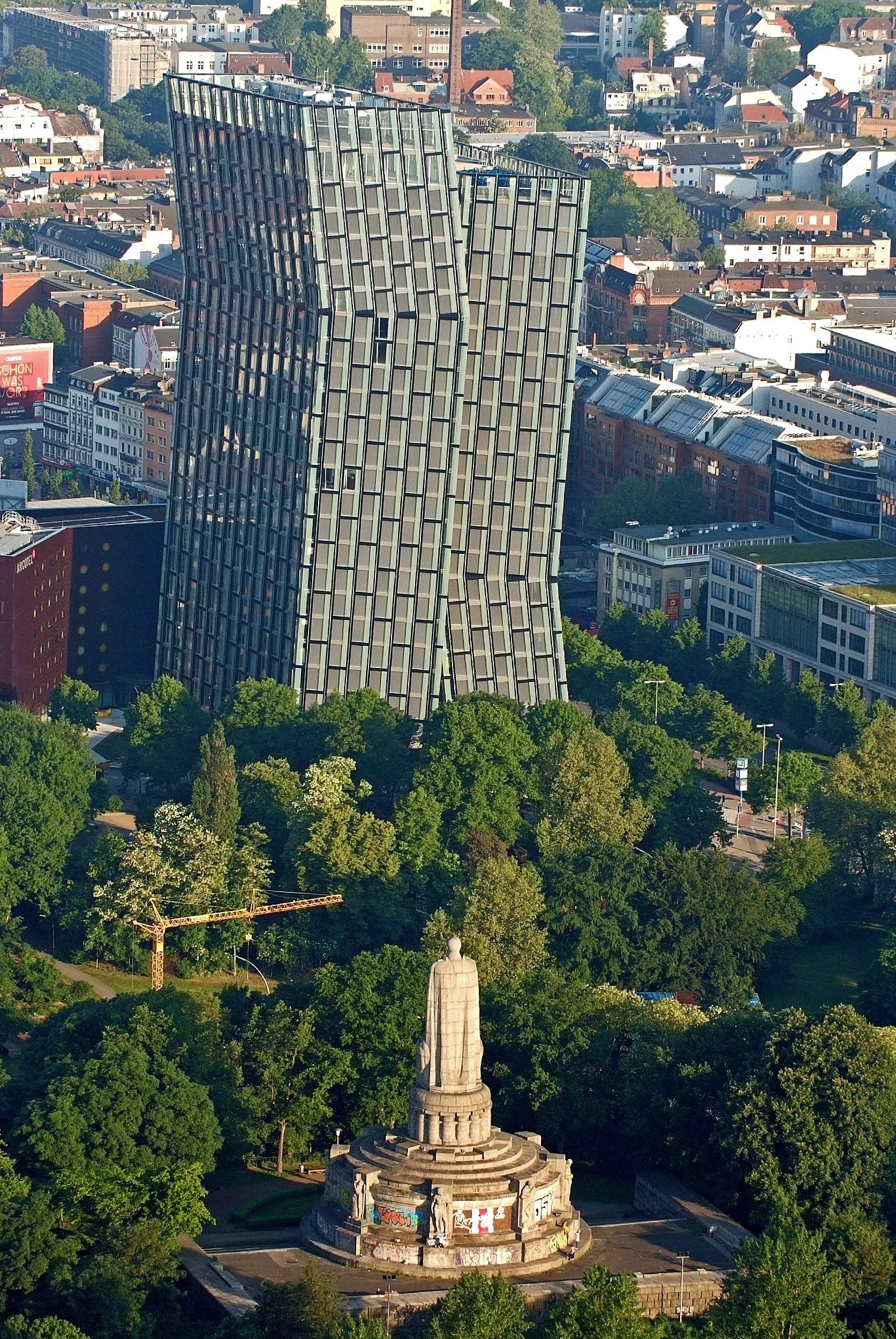
Le monument vu du ciel.

En 1898, Hugo Lederer fait partie du « Groupe de Génies » à Krefeld quand il reçoit commande d'une imposante statue de Bismarck pour la ville de Hambourg, connue sous le nom de monument de Bismarck, et qu'il réalisera avec la collaboration de l'architecte allemand Johann Schaudt Emil.
Au début du XXe siècle, la municipalité de Hambourg décide d'ériger un monument à la gloire de Bismarck pour 500 000 marks-or. En 1901, un concours est annoncé. Sur les 219 projets soumis, un seul réussit à gagner ce concours, celui du sculpteur Hugo Lederer, en janvier 1902. La forme finale de la statue provoque un débat houleux dans les milieux des bâtisseurs, mélangeant un caractère primitif dionysiaque et une éthique esthétique apollinienne.
Le 2 juin 1906, après trois ans de construction, le monument est solennellement inauguré à côté du port de Hambourg. La taille du monument dépasse alors de 2 mètres la hauteur autorisée.
En 1939-1940, les autorités locales nationales-socialistes établissent un abri dans la crypte sous la statue, et font couler 2,200 tonnes de béton supplémentaire sur la structure pour la solidifier. Les sous-sols pouvaient accueillir 650 personnes.
En 1954, des arbres sont plantés autour du monument, puis retirés en 1994. Les graffitis et les bouteilles vides remplacent les couronnes de fleurs qui étaient autrefois déposées au pied du monument.
Le 2 juin 1991, le directeur de l'opéra de Hambourg Rolf Liebermann déclare à la télévision que le monument est « hideux » et « le comble de l'ignominie », et il recommande sa destruction complète.
En 2007, des suites du manque d'entretien du monument, l'épée de plus de 10 mètres de la statue s'est affaissée de presque 6 centimètres.
En 2015, un groupe d'artistes autrichiens coiffe la tête de la statue de cornes de Capra ibex.
En 2017, la ville de Hambourg annonce vouloir rénover le monument dès 2018, estimant le budget nécessaire à 6,5 millions d'euros.

## Description
Il mesure 34,3 mètres de hauteur. Le corps de Bismarck mesure 14,8 mètres de haut. La hauteur de la tête est de 1,83 mètre et la longueur de l'épée est de huit mètres de long. La statue de Bismarck est elle-même tournée vers le port et la mer. L'ensemble monumental fut réalisé en bloc de granite provenant de la région de Kappelrodeck dans la Forêt-Noire. La tête mesure 1,83 mètre et fut tirée sur place par 16 chevaux. La statue est posée sur une base mesurant 95 mètres sur 37 mètres.
Son sous-sol est composé d'une cavité centrale menant sur 8 chambres séparées. Plusieurs symboles comme des roue du soleil, des svastikas, des branches de chêne, et des épées sont peints sur les murs du sous-sol. L'intérieur de la statue est un dôme avec un aigle royal évocateur du Reich peint sur les parois.
Ce monument imposant est l'un des plus massifs des monuments et tours de Bismarck réalisés dans le monde.
Le site Dark-tourism.com rappelle que Bismarck est enterré dans un mausolée à Friedrichsruh près de Hambourg.

## Galerie

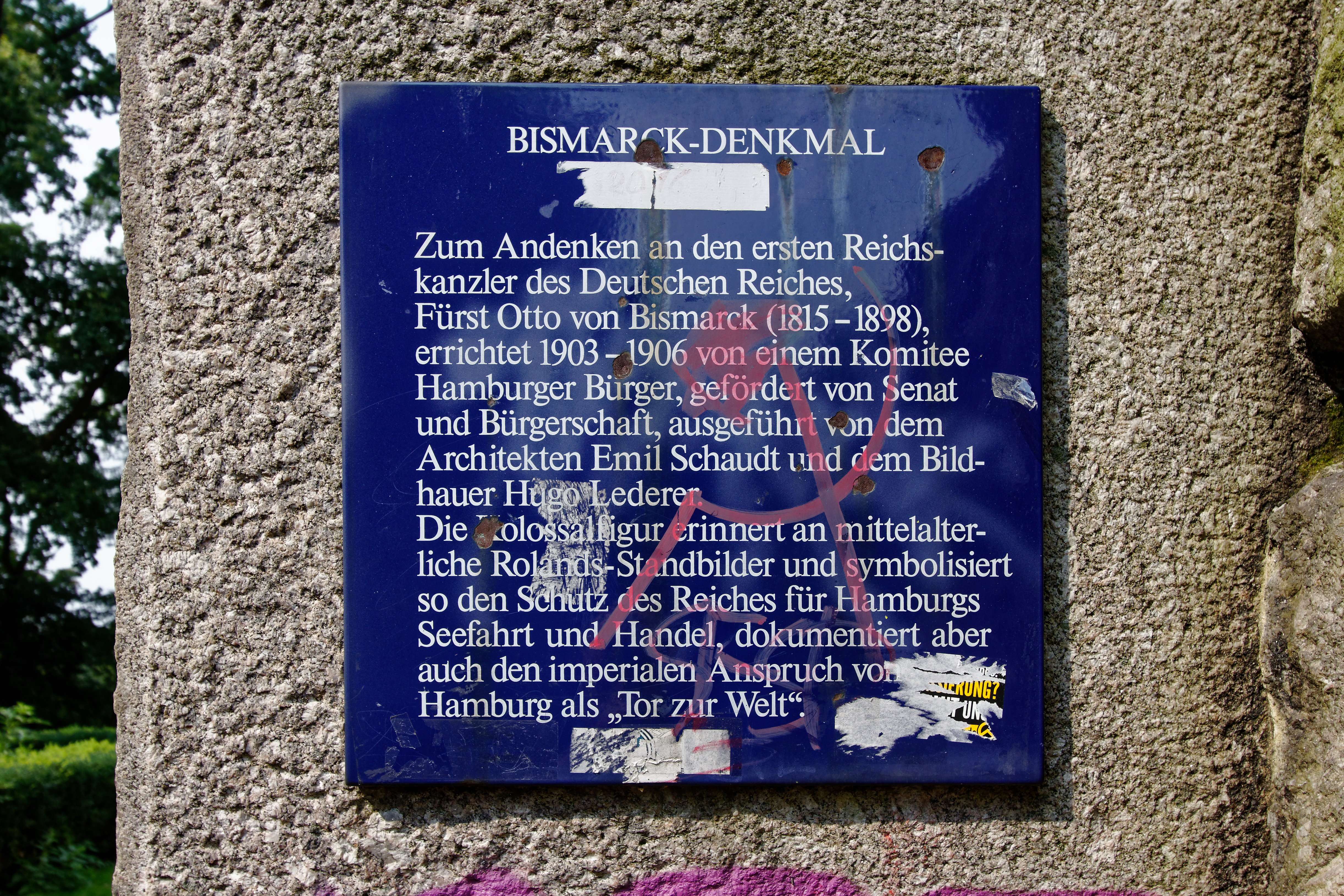
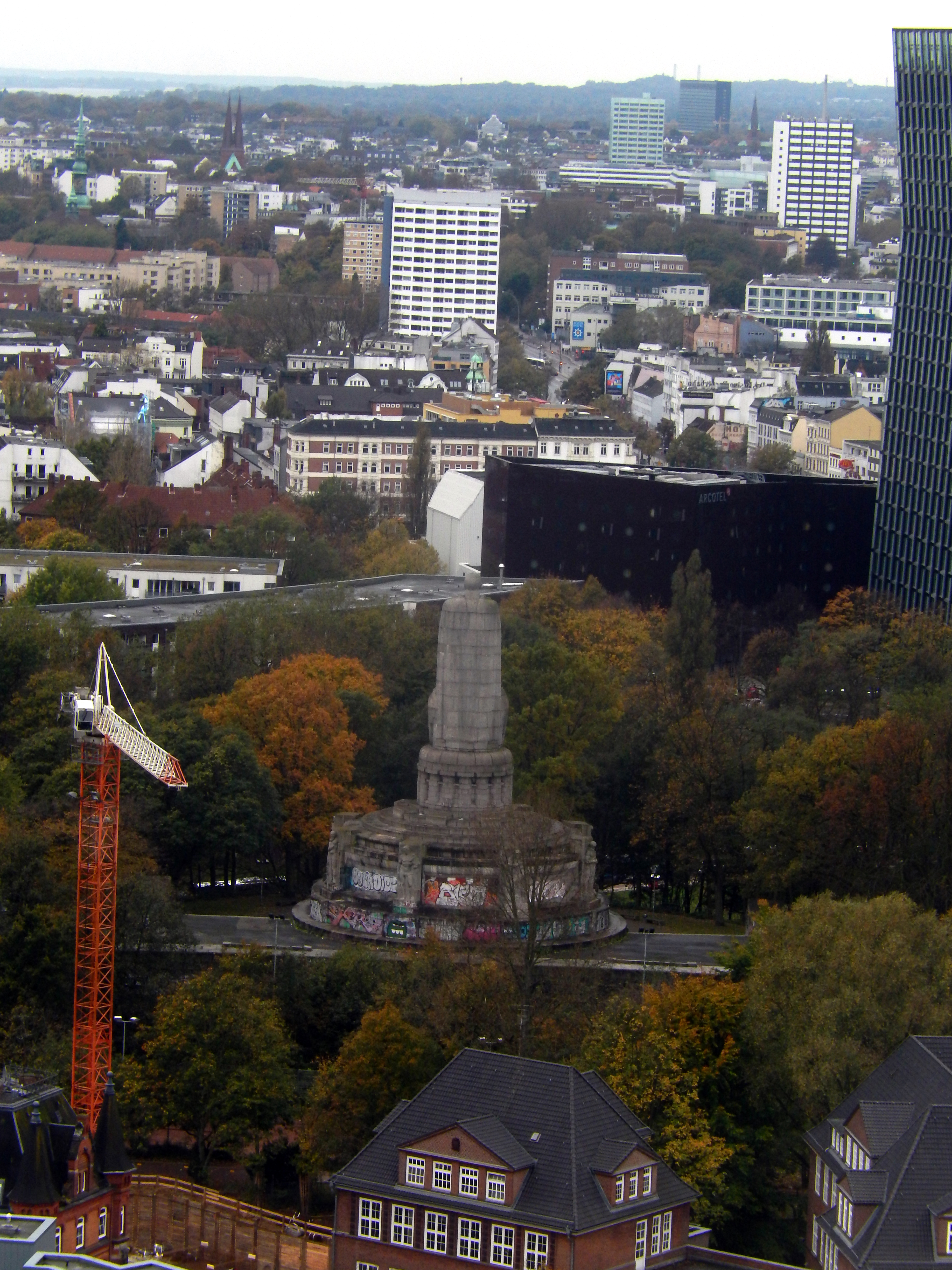
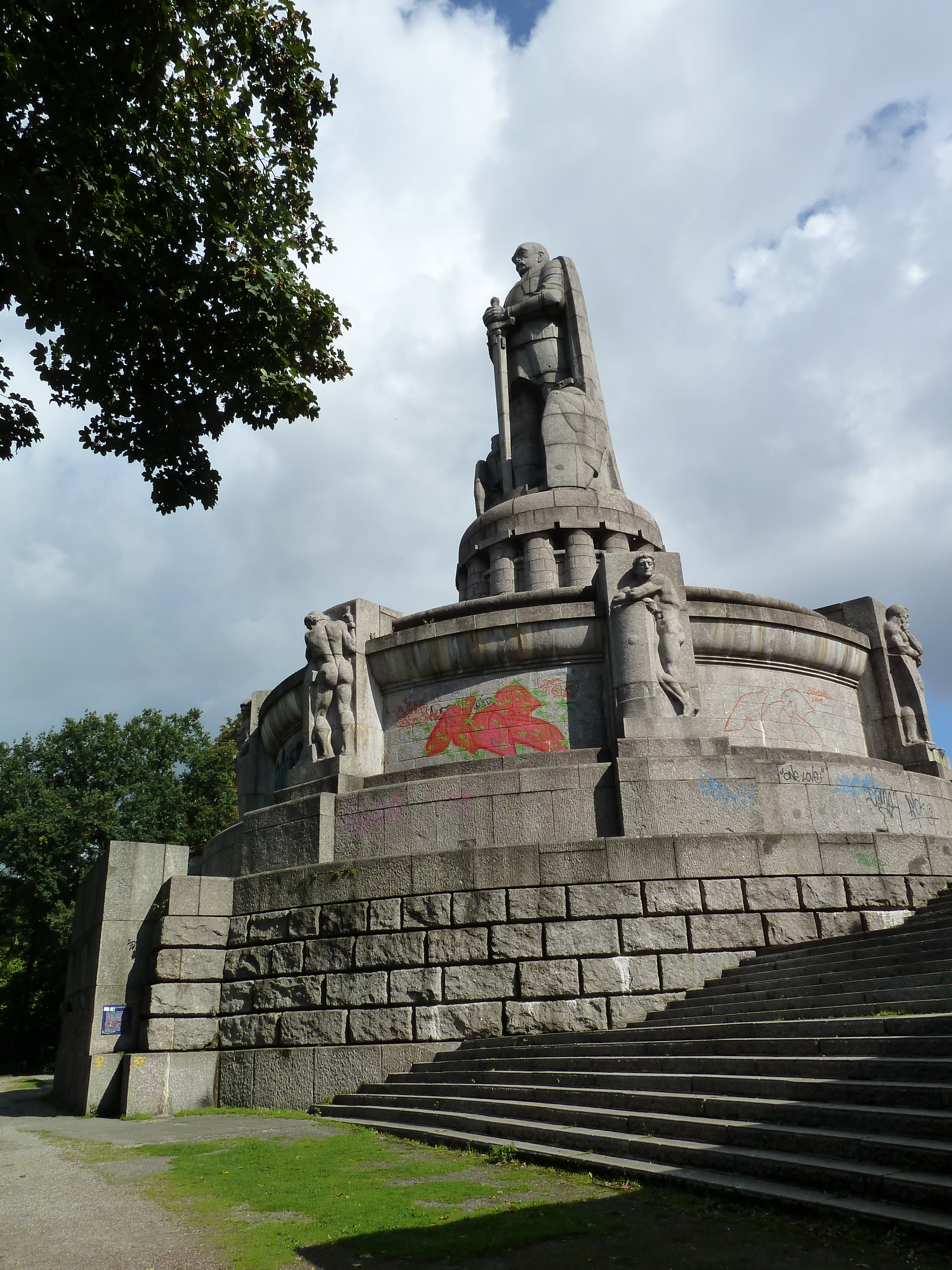
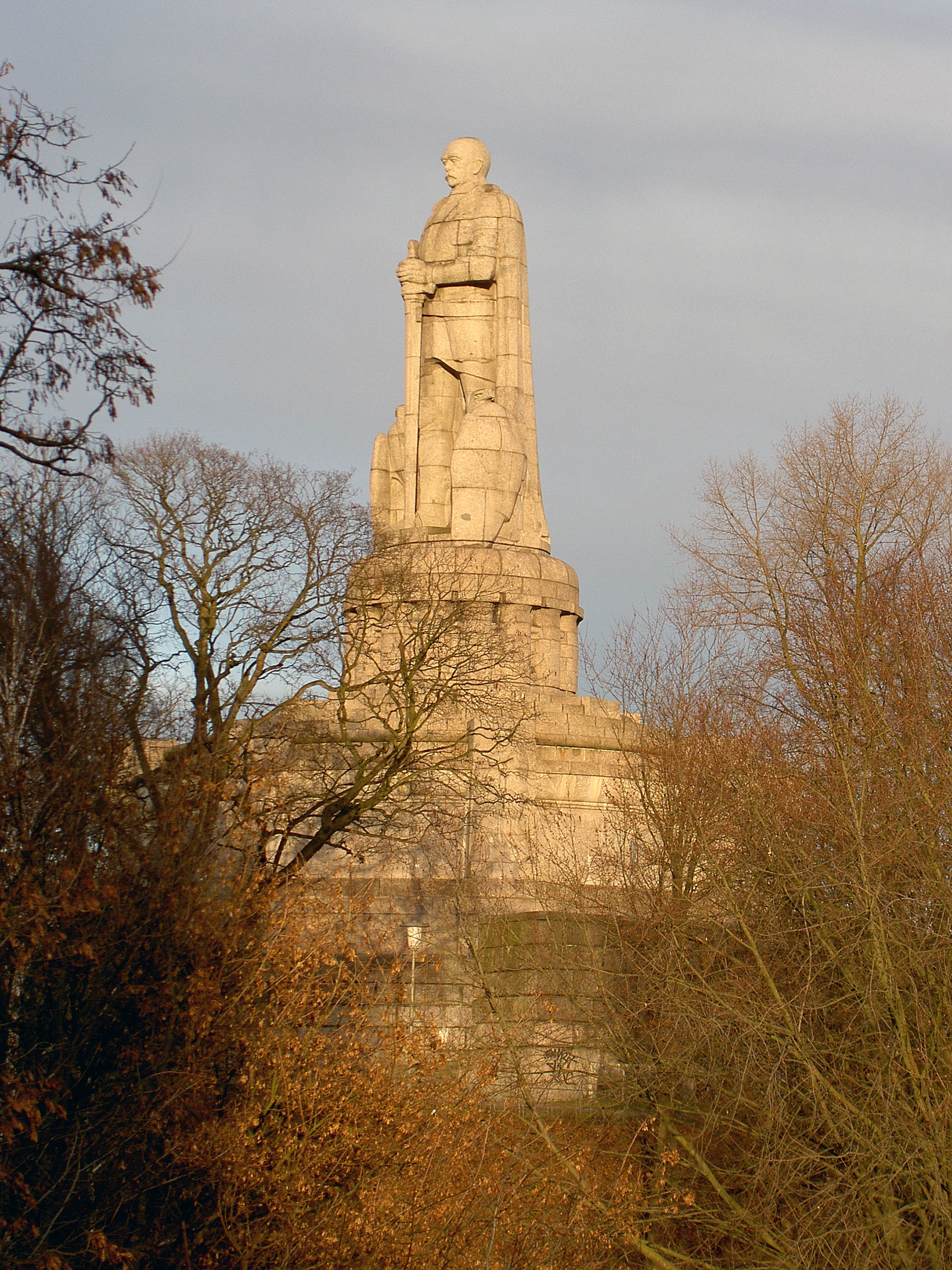
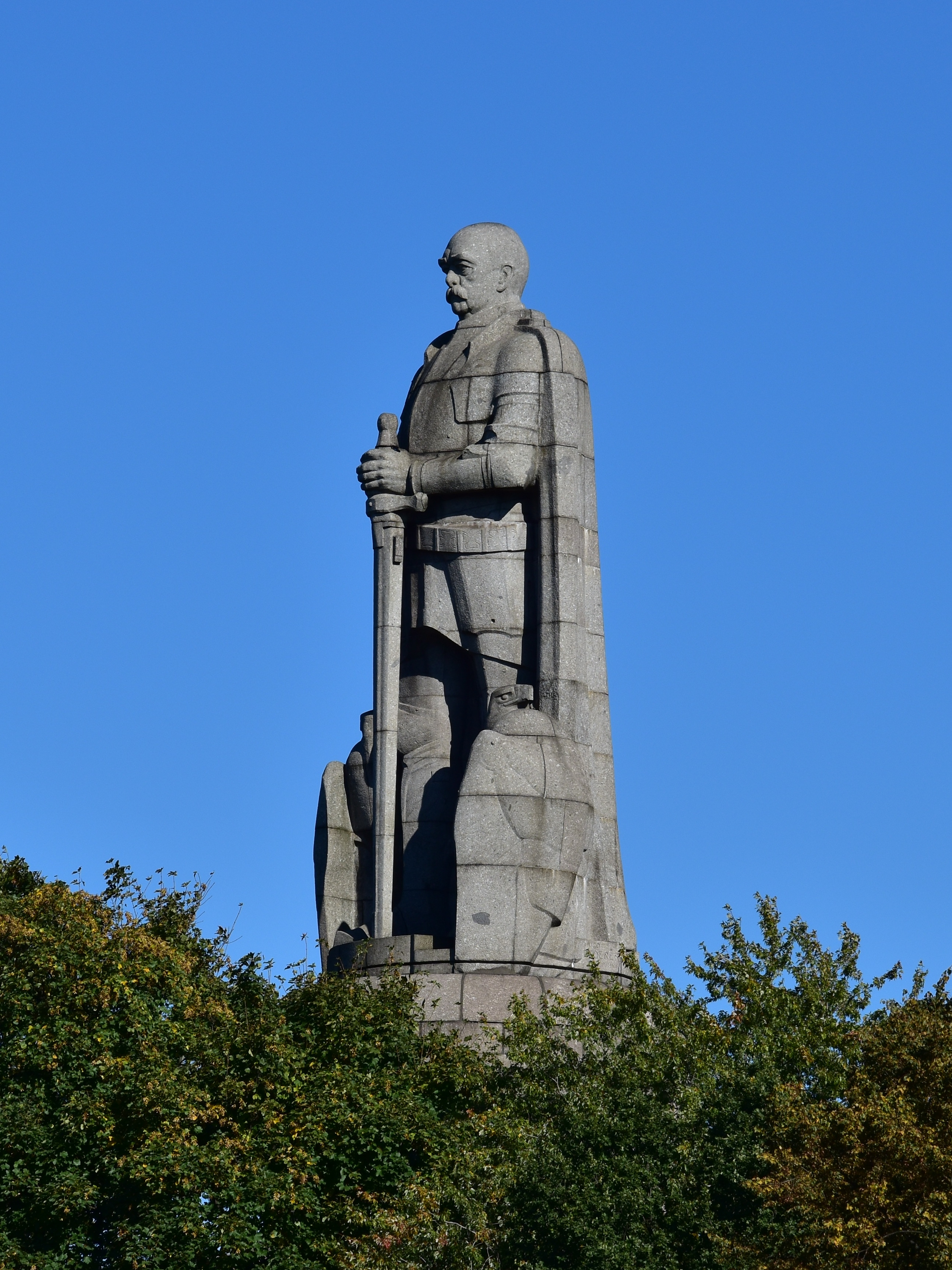
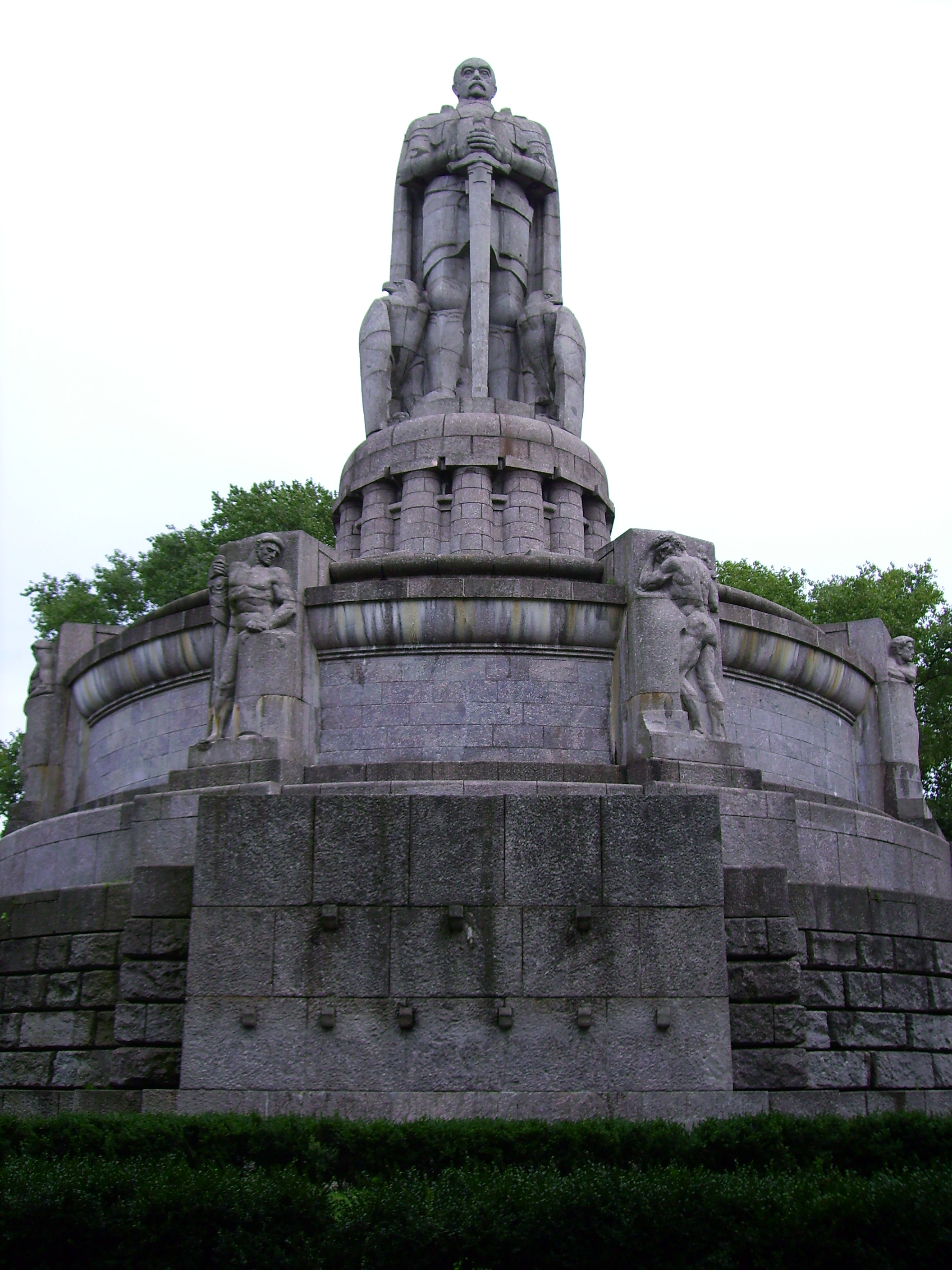
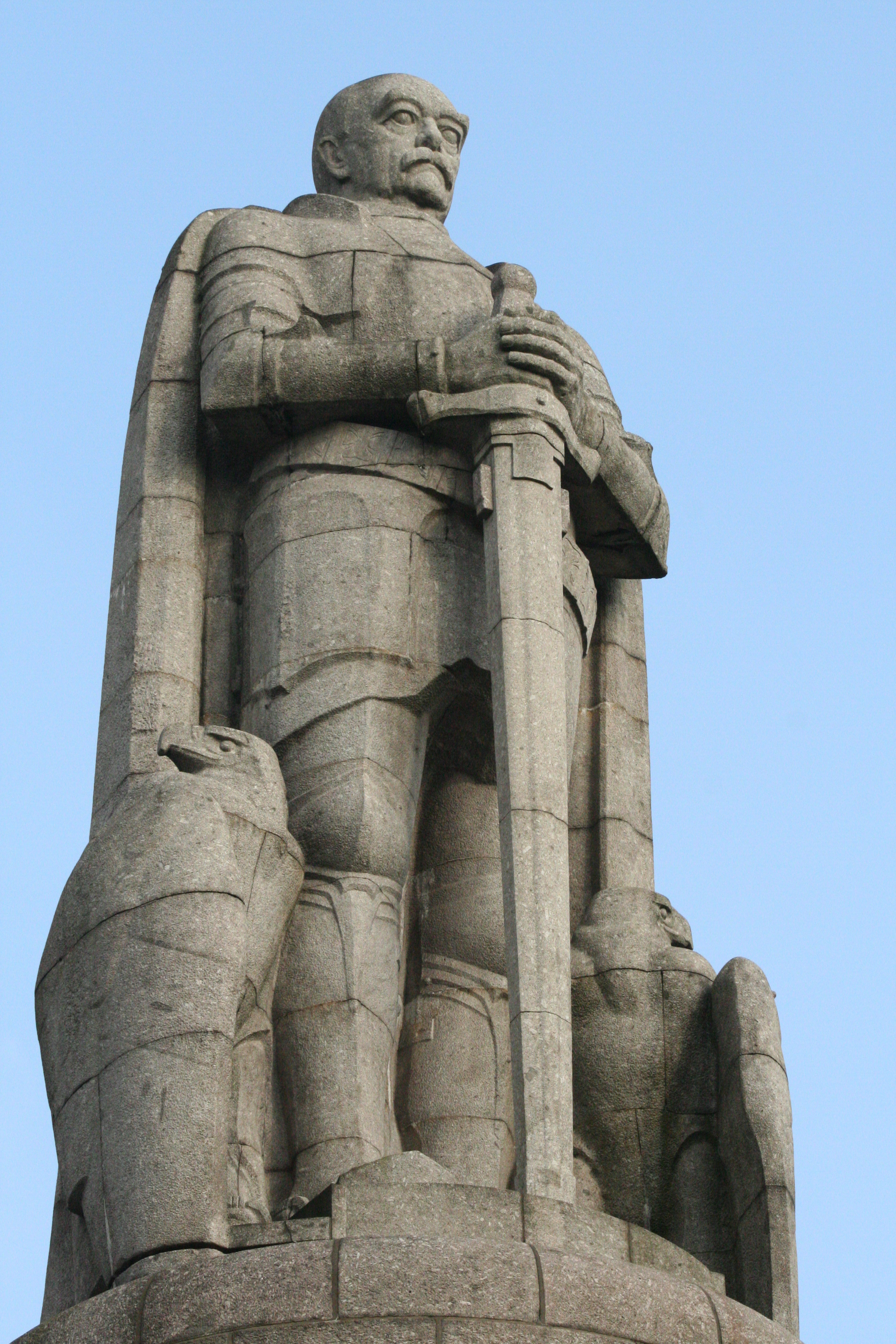
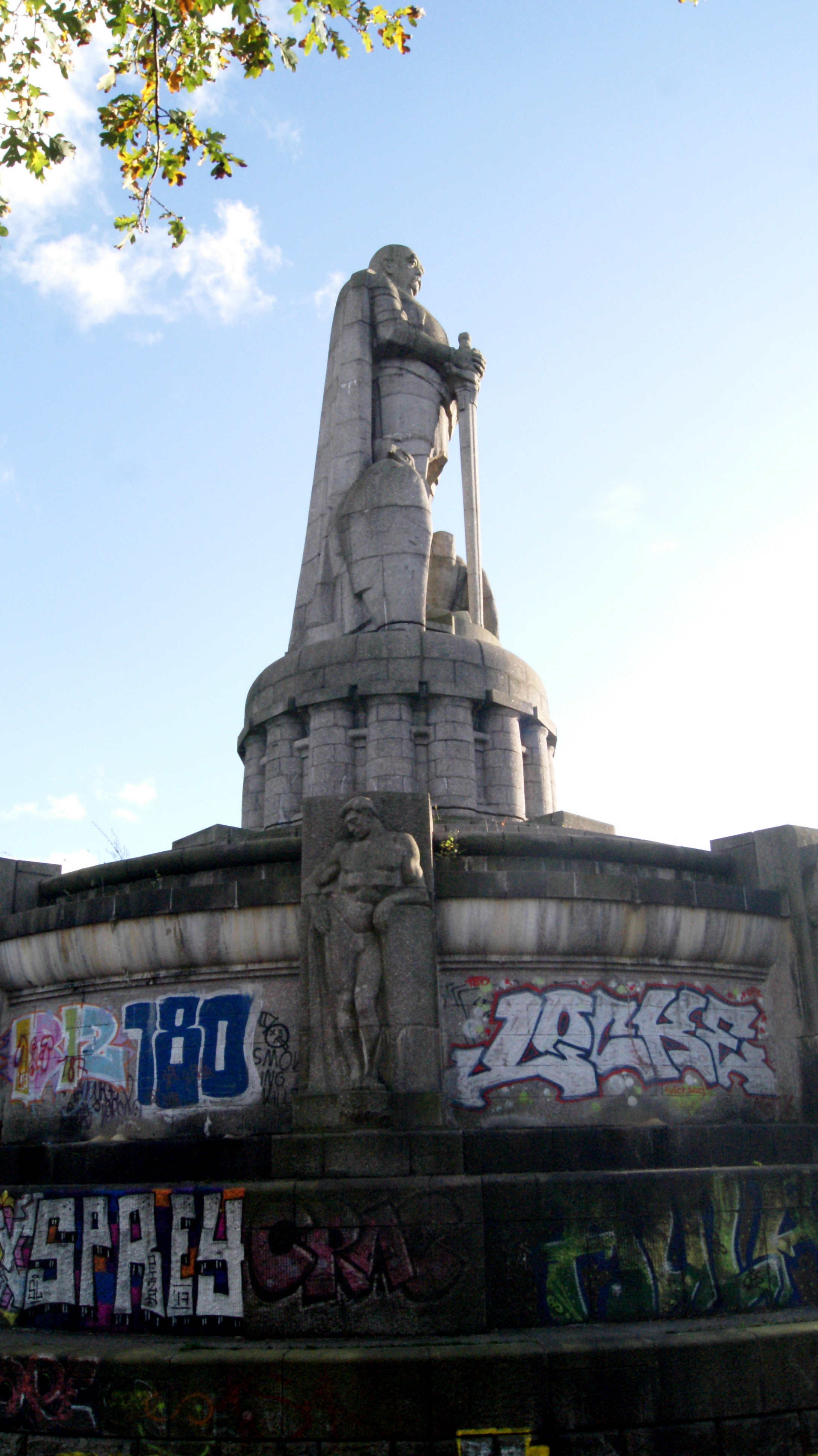
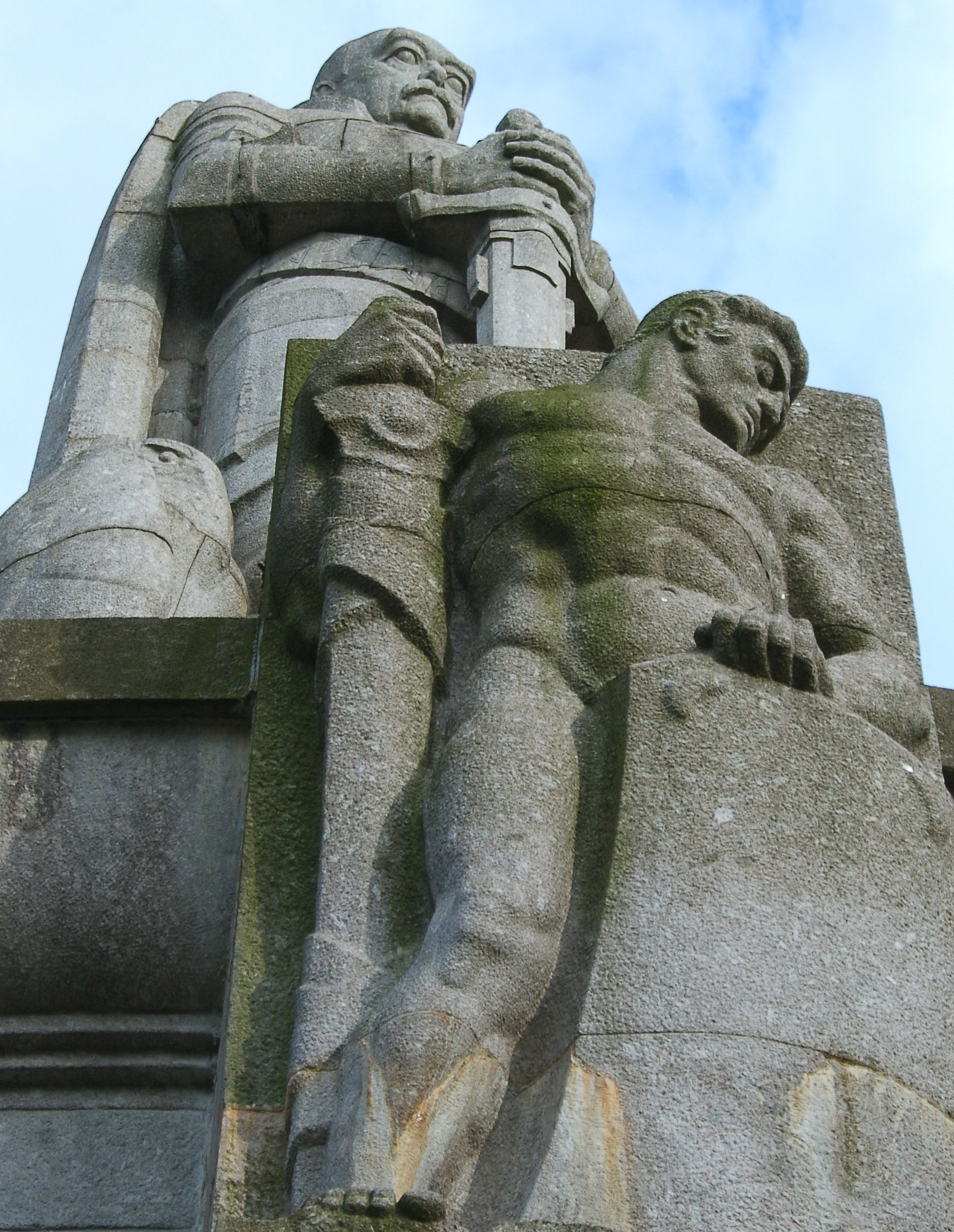
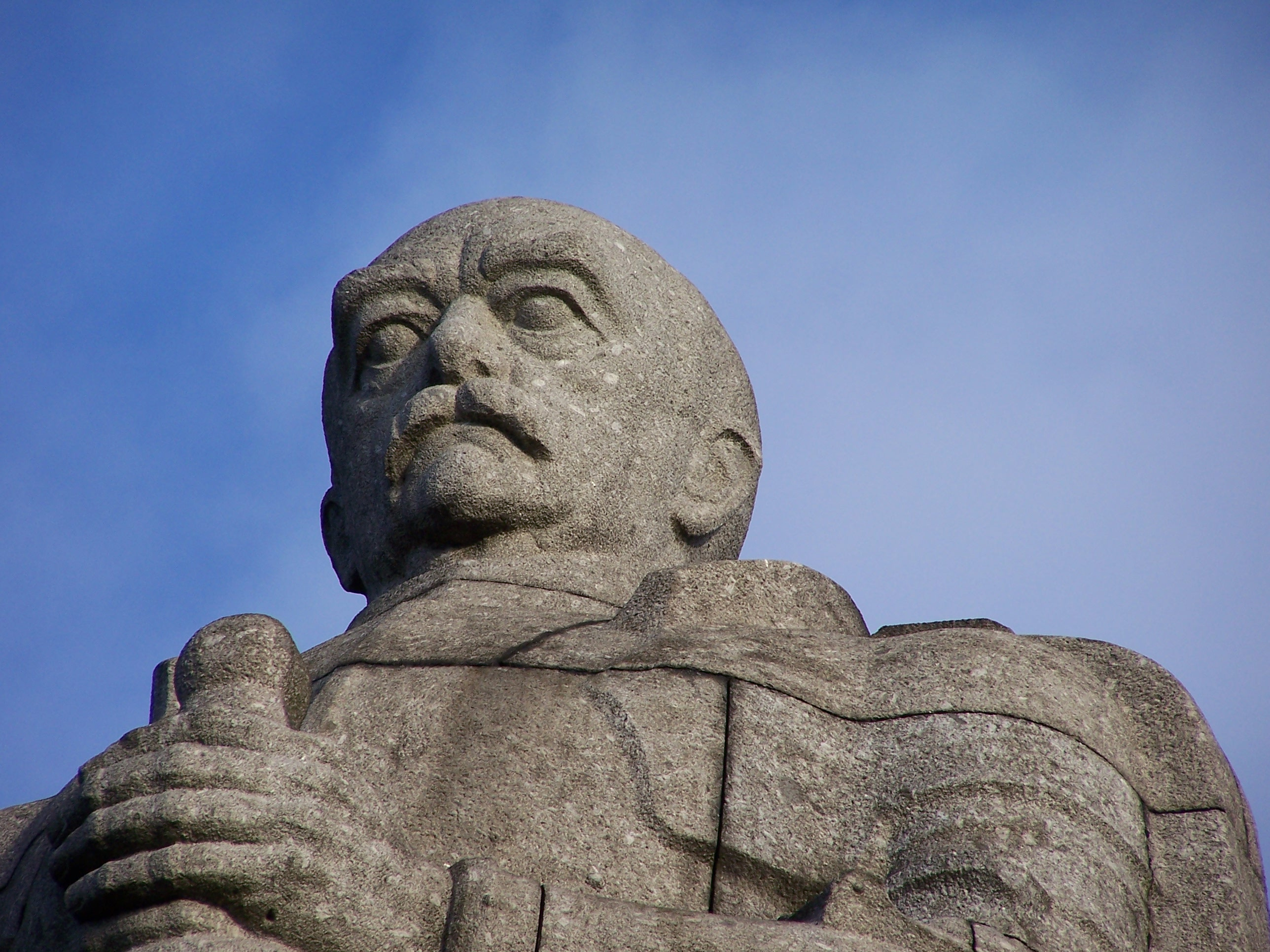
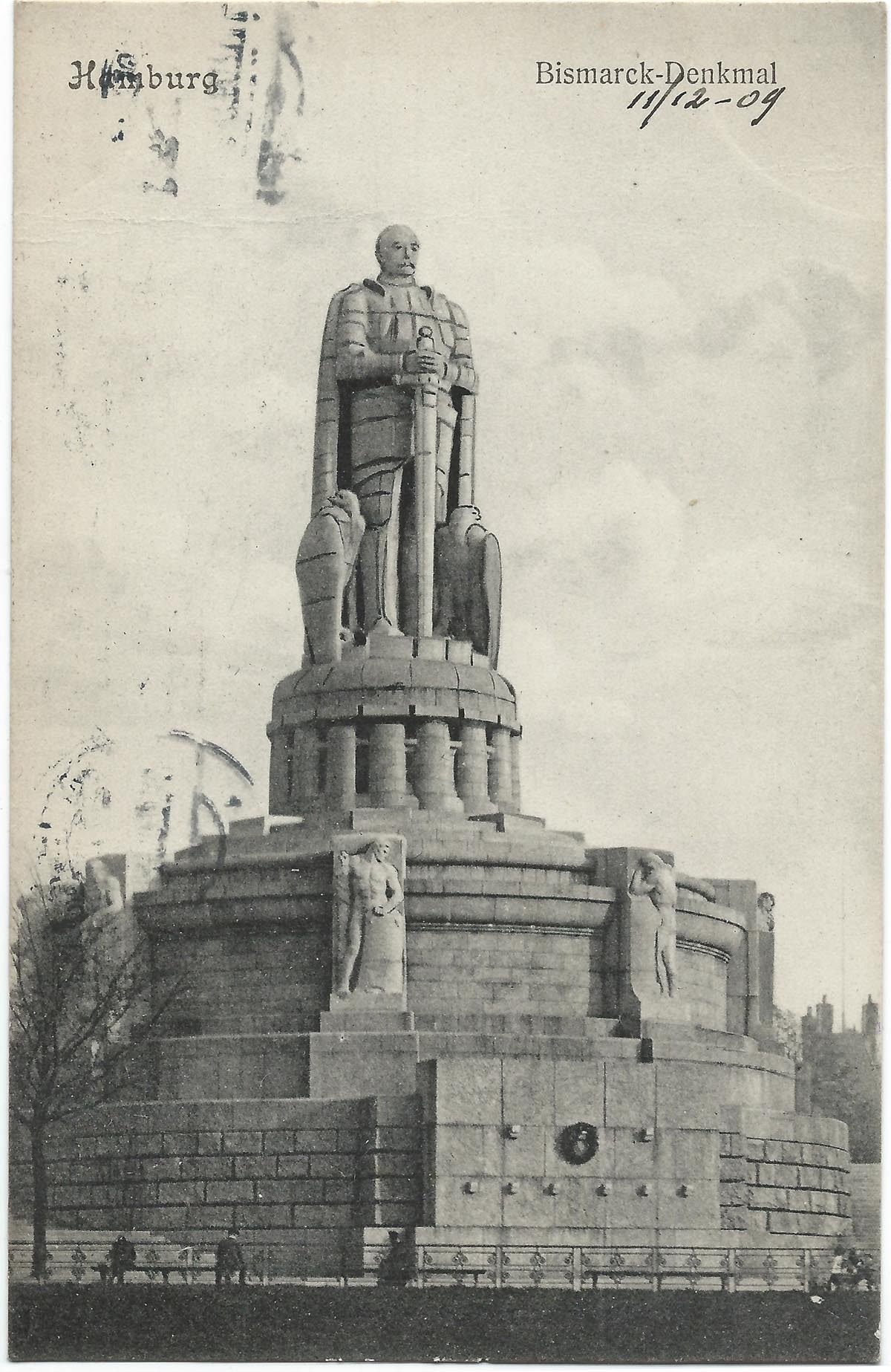